# Бірки (Ніжинський район)
Бі́рки — село в Україні, у Новобасанській сільській громаді Ніжинського району Чернігівській області. До 2020 орган місцевого самоврядування — Соколівська сільська рада.
Навколо села росли густі соснові бори, звідси походить і назва.

## Історія
Попри офіційну дату заснування (1800), наприклад, Рум'янцевський опис Малоросії 1765—1769 містить інформацію про хутір Борок Басанської сотні Переяславського полку.
В Описі Київського намісництва 1787 року ймовірно зустрічається як х. Борковський Козелецького повіту, де проживало 32 дорослих чоловіка і який належав дружині таємного радника Григорія Теплова..
В 1859 році під назвою Борочки належало до Козелецького повіту Чернігівської губернії з населенням 157 осіб в 19 дворах.
1892 року - 58 дворів, 303 жителя.  1901 року в хуторі Борочки Новобасанської волості Козелецького повіту проживало 317 осіб.
У 1924 році належало до Новобасанського району Ніжинського округу Чернігівської губернії з населенням 397 осіб.